# Irene Tripod
Irene Tripod foi uma atriz britânica da era do cinema mudo.

## Filmografia selecionada
- The Romance of Lady Hamilton (1919)
- The Mystery Road (1921)
- The House of Peril (1922)
- Dicky Monteith (1922)
- The Beloved Vagabond (1923)
- Squibs' Honeymoon (1923)
- A Fowl Proceeding (1925)
- The Feather (1929)